# Acrosynanthus
Acrosynanthus, biljni rod iz porodice broćevki. Na popisu je šest priznatih vrsta, od kojih su pert endemi s Kube i jedan s Jamajke.

## Vrste
1. Acrosynanthus jamaicensis Howard & Proctor
2. Acrosynanthus latifolius Standl.
3. Acrosynanthus ovatus Urb.
4. Acrosynanthus parvifolius Britton ex Standl.
5. Acrosynanthus revolutus Urb.
6. Acrosynanthus trachyphyllus Standl.